# Anjelika Terliouga
Anjelika Terliouga (ukrainien : Анжеліка Терлюга), née le 27 mars 1992 à Odessa (Ukraine), est une karatéka ukrainienne concourant en -55 kg (poids légers). Après trois médailles d'or européennes, elle devient vice-championne olympique du kumité -55 kg aux Jeux de Tokyo.

## Carrière
Elle est ceinture noire en Shōtōkan-ryū.
En 2019, elle monte sur le podium de 8 des 11 compétitions internationales auxquelles elle participe. En tant numéro 2 mondiale dans sa catégorie, elle obtient son ticket pour les Jeux de Tokyo. Là, elle perd en finale des -55 kg face à la Bulgare Ivet Goranova et termine avec la médaille d'argent.
Elle est médaillée d'or des moins de 55 kg aux Jeux européens de 2023 à Bielsko-Biała.

## Palmarès

### Jeux olympiques
| Résultat          | Date | Épreuve       | Catégorie | Compétition             | Ville hôte      |
| ----------------- | ---- | ------------- | --------- | ----------------------- | --------------- |
| Médaille d'argent | 2021 | Kumité -55 kg | Seniors   | Jeux olympiques de 2020 | Tokyo, au Japon |

### Championnats du monde
| Résultat           | Date | Épreuve       | Catégorie | Compétition                | Ville hôte           |
| ------------------ | ---- | ------------- | --------- | -------------------------- | -------------------- |
| Médaille de bronze | 2023 | Kumite -55 kg | Seniors   | Championnats du monde 2023 | Budapest, en Hongrie |

### Jeux mondiaux
| Résultat          | Date | Épreuve       | Catégorie | Compétition           | Ville hôte                 |
| ----------------- | ---- | ------------- | --------- | --------------------- | -------------------------- |
| Médaille d'or     | 2022 | Kumite -55 kg | Seniors   | Jeux mondiaux de 2022 | Birmingham, aux États-Unis |
| Médaille d'argent | 2025 | Kumite -55 kg | Seniors   | Jeux mondiaux de 2025 | Chengdu, en Chine          |

### Championnats d'Europe
| Résultat           | Date | Épreuve            | Catégorie | Compétition                | Ville hôte              |
| ------------------ | ---- | ------------------ | --------- | -------------------------- | ----------------------- |
| Médaille d'or      | 2017 | Kumité par équipes | Seniors   | Championnats d'Europe 2017 | Samsun, en Turquie      |
| Médaille de bronze | 2017 | Kumité -55 kg      | Seniors   | Championnats d'Europe 2017 | Samsun, en Turquie      |
| Médaille d'or      | 2018 | Kumité -55 kg      | Seniors   | Championnats d'Europe 2018 | Novi Sad, en Serbie     |
| Médaille d'or      | 2019 | Kumité par équipes | Seniors   | Championnats d'Europe 2019 | Guadalajara, en Espagne |
| Médaille d'or      | 2022 | Kumité -55 kg      | Seniors   | Championnats d'Europe 2022 | Gaziantep, en Turquie   |
| Médaille d'or      | 2019 | Kumité -55 kg      | Seniors   | Championnats d'Europe 2023 | Guadalajara, en Espagne |

### Jeux européens
| Résultat          | Date | Épreuve       | Catégorie | Compétition            | Ville hôte                |
| ----------------- | ---- | ------------- | --------- | ---------------------- | ------------------------- |
| Médaille d'argent | 2019 | Kumite -55 kg | Seniors   | Jeux européens de 2019 | Minsk, en Biélorussie     |
| Médaille d'or     | 2023 | Kumite -55 kg | Seniors   | Jeux européens de 2023 | Bielsko-Biała, en Pologne |